# Acalypha indica
Espèce

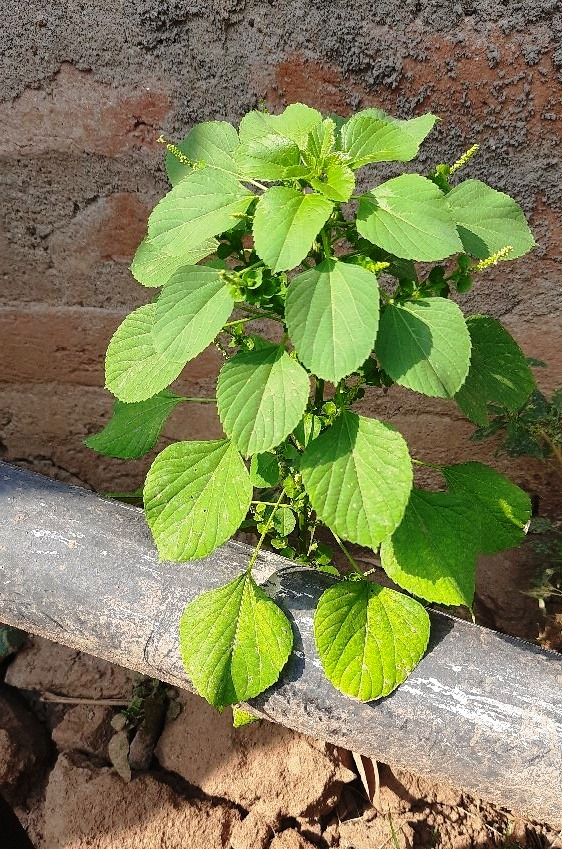
Acalypha indica à Beliatore West Bengal, Inde.

Acalypha indica est une espèce de plante à fleurs de la famille des Euphorbiaceae. C'est une espèce herbacée principalement connue pour sa racine qui attire les chats domestiques et pour ses diverses utilisations médicinales. Elle est présente dans toutes les régions tropicales,.

## Description

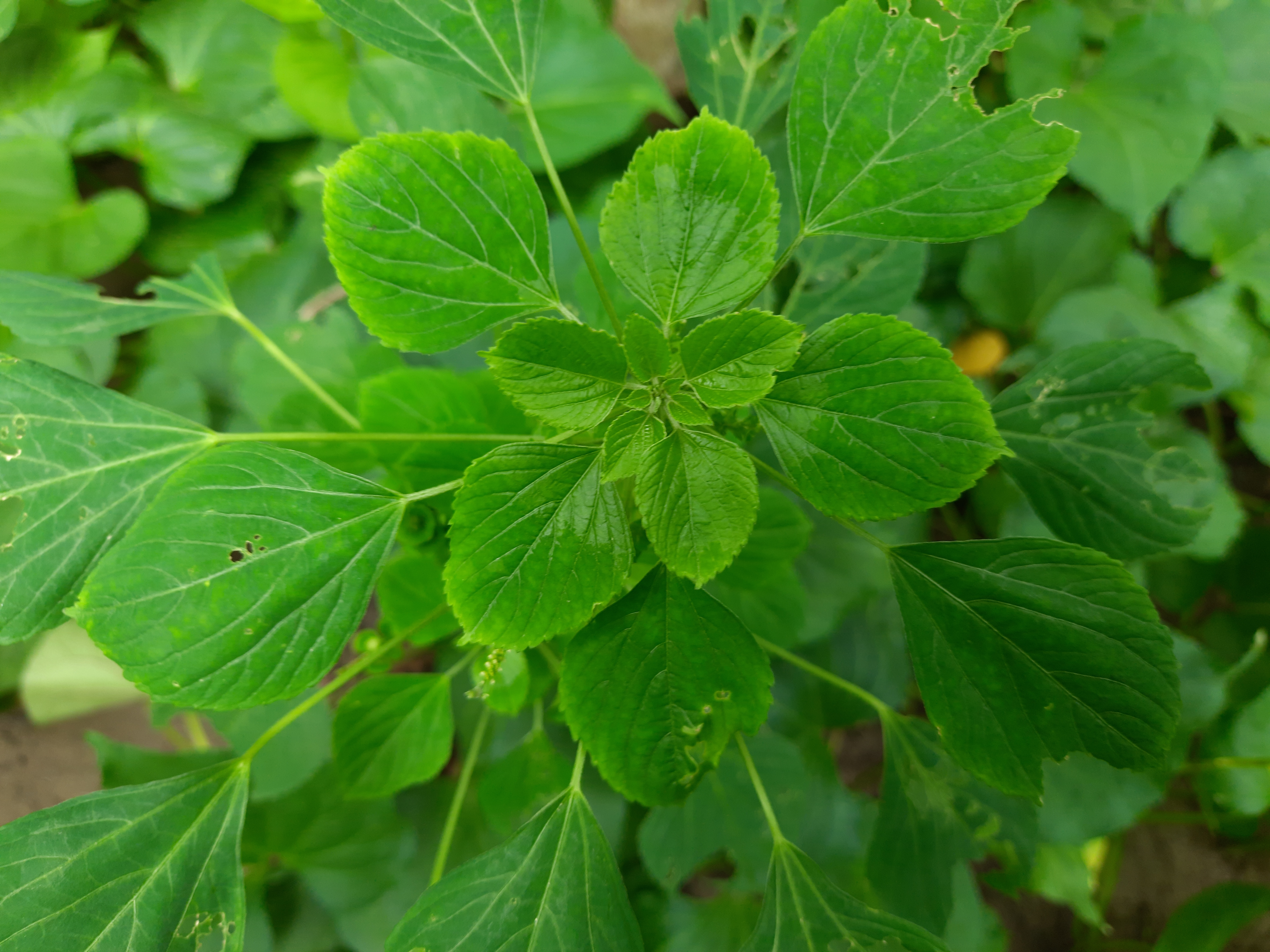
Acalypha indica, plante.

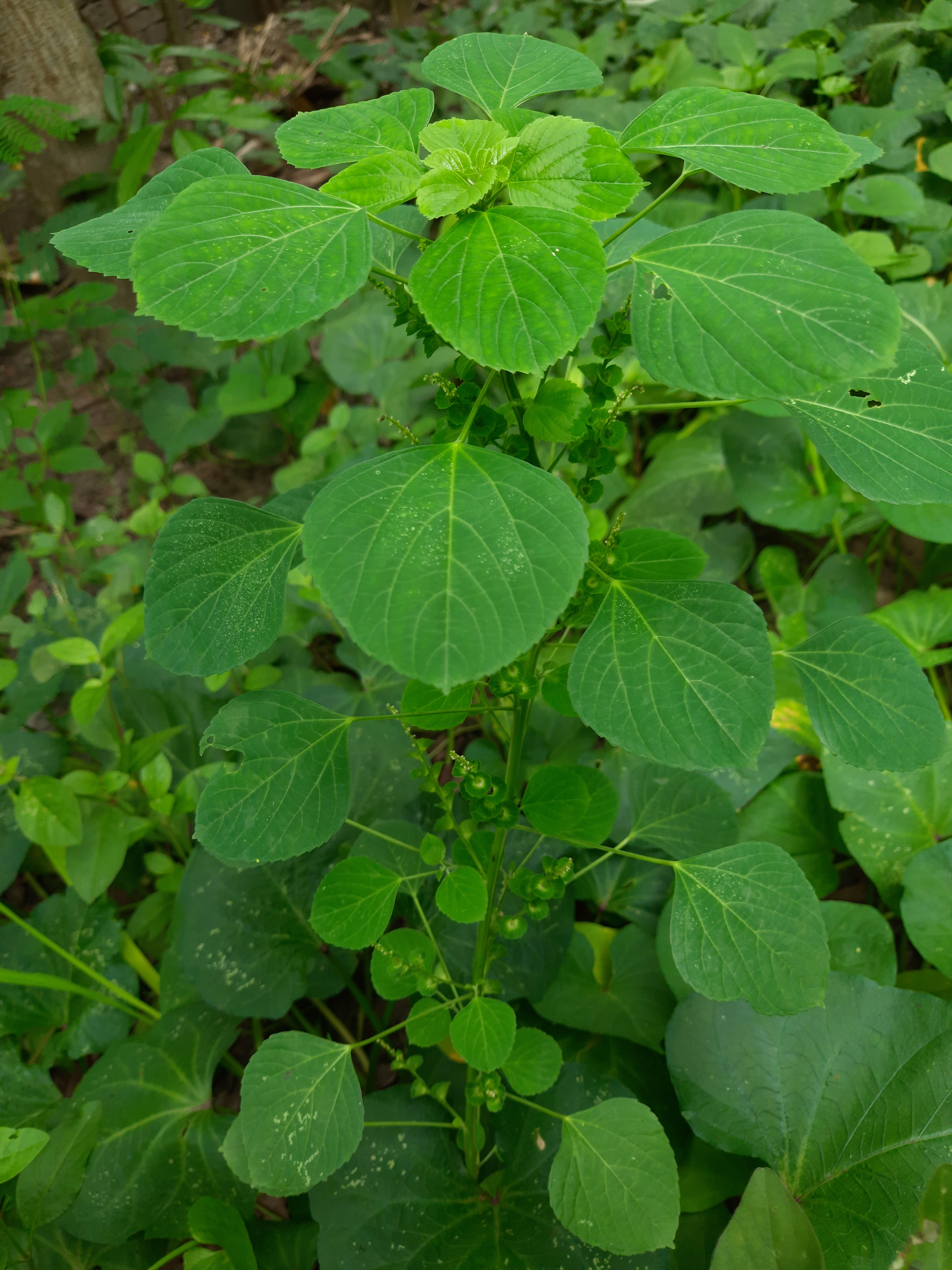
Acalypha indica, plante.

Acalypha indicaest une espèce annuelle dont les inflorescences ressemblent à des chatons et dont les fleurs minuscules sont entourées de bractées en forme de coupes.Herbe annuelle érigée qui se distingue facilement par l'involucre en forme de coupe qui entoure les petites fleurs de l'inflorescence.

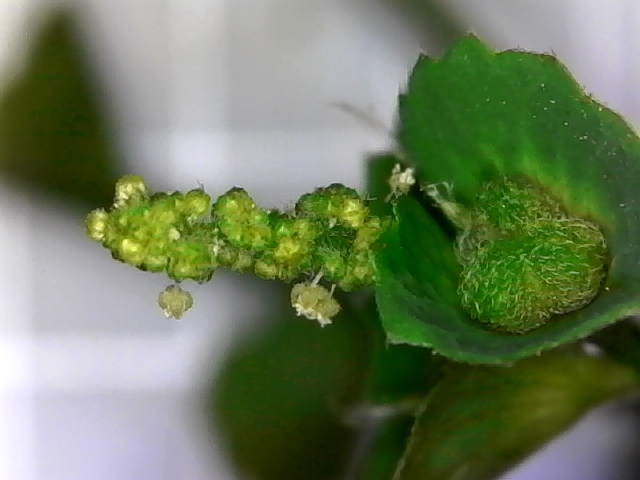
Inflorescence : les fleurs mâles sont portées sur la partie supérieure de l'inflorescence et sont dépourvues de bractées. Les bractées en forme de coupe entourent les fleurs femelles. (Il n'y a pas de capuchon d'inflorescence.)

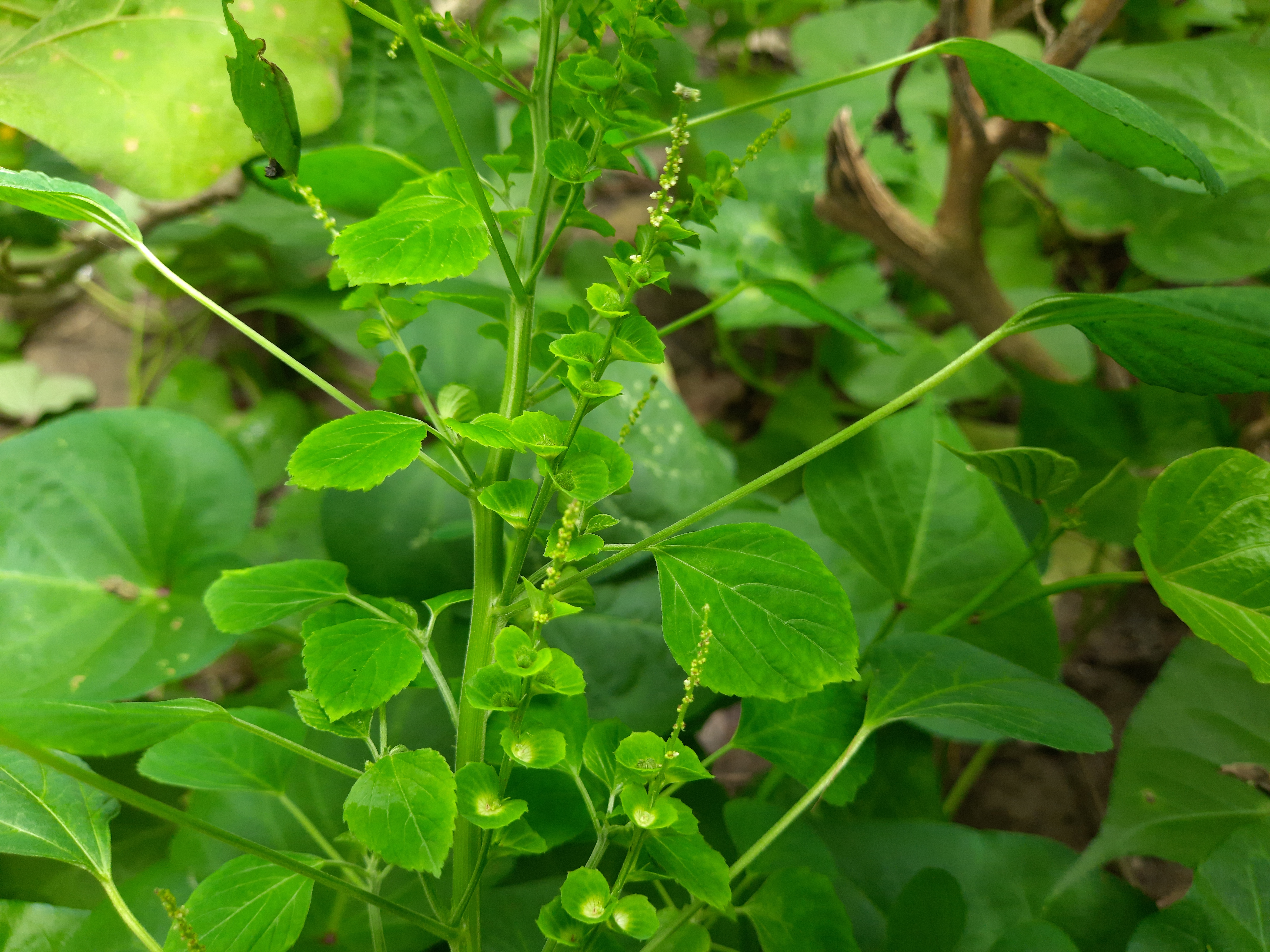
Capuchon de l'inflorescence visible.

Acalypha indica peut atteindre 1,2 m de hauteur dans des circonstances favorables, mais il est généralement plus petit. Les feuilles sont larges et ovales, 1,2-6,5 x 1-4 cm. La base de la feuille est arrondie à légèrement atténuée. Le bord de la feuille est à la base à cinq nervures et est crénelé-serré avec un apex aigu ou obtus. Le pétiole est long de 1,5-5,5 cm. Les épis floraux sont axillaires, 2,5-6 cm de long, monoïques, avec un rachis se terminant par un capuchon triradié.

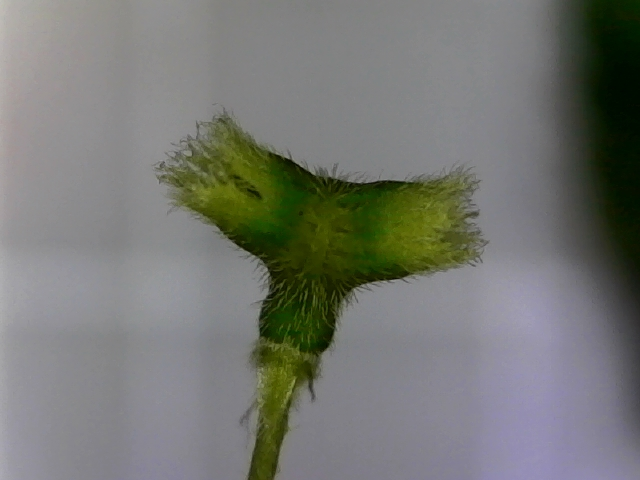
Gros plan du capuchon de l'inflorescence.

Les minuscules fleurs mâles sont blanc-vert, situées sur la partie supérieure des épis floraux, et sont ébréchées, minuscules et groupées avec des anthères vermiculiformes. Les pollens sont grossièrement ronds et ont un diamètre d'environ 10 à 12 µm.

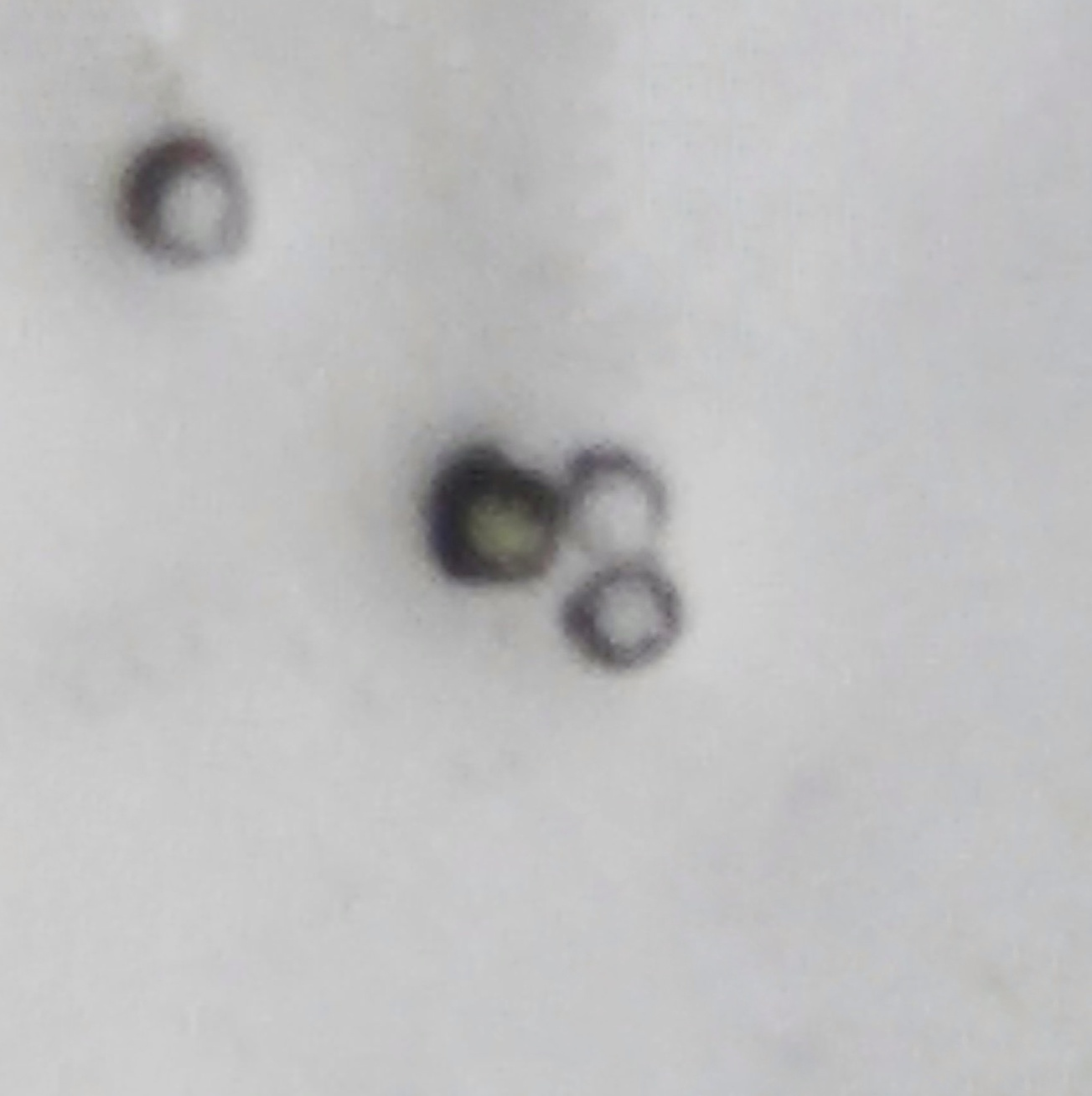
Pollen.

Les fleurs femelles vertes sont situées plus bas sur les épis, et sont sous-tendues par des bractées foliacées, longues de 3-7 mm, suborbiculaires-cunéiformes, à plusieurs nervures et dentées. L'ovaire est hispide, trilobé. Les styles sont au nombre de trois, chacun avec deux doigts. Les capsules sont hispides, à trois valves et cachées par une bractée. La tige est striée (côtelée longitudinalement) et pubescente. Le fruit est trilobé, tuberculé et pubescent,,.

## Répartition et habitat
Acalypha indica est largement répandu dans les régions tropicales de l'Ancien Monde. En Afrique, il est présent au Nigeria en Afrique de l'Ouest et plus largement dans toute l'Afrique tropicale et les îles de l'océan Indien. Cette plante est également présente en Inde, en Asie du Sud-Est, au Yémen et en Océanie. Elle a été introduite dans les tropiques du Nouveau Monde.
Acalypha indica pousse dans les endroits perturbés tels que les terrains vagues, les bords de route, les crevasses dans les murs. Elle pousse également sur les pentes rocheuses, en bordure de forêt et sur les berges des rivières. Elle préfère les endroits humides et ombragés. Elle pousse depuis le niveau de la mer et jusqu'à 1 350 m d'altitude .

## Effet sur les chats domestiques
Dans la région où la plante pousse, elle est largement connue pour son effet sur les chats domestiques, qui réagissent très fortement et favorablement à la racine de la plante. À cet égard, elle est très similaire à l'herbe à chat, mais l'effet est beaucoup plus prononcé. C'est pourquoi elle est appelée kuppaimeni/குப்பைமேனி en Tamil, puchamayakki/പൂച്ചമയക്കി en Malayalam, biralhanchi/biralkanduni (বিড়াল হাঁচি/বিড়ালকান্দুনি) en Bengali, pokok kucing galak (arbre à chat excité) en Malay, kuppameniya (කුප්පමේනියා) en Singhalais, anting-anting en Indonésie, et ตำแยแมว (ortie de chat) en Singhalais, kuppameniya (arbre à chat excité) en langue malaise, (ortie de chat) en langue Thai.

## Utilisation traditionnelle
Cette plante est tenue en haute estime dans la médecine Siddha traditionnelle tamoule car elle est censée rajeunir le corps. La plante est également consommée comme légume en Afrique et en Inde, mais il convient d'être prudent car elle contient plusieurs alcaloïdes ainsi que de l'acide cyanhydrique.
L'analyse des pousses a donné pour 100 g de portion comestible : eau 80 g, énergie 269 kJ (64 kcal), protéines 6,7 g, lipides 1,4 g, glucides 6 g, fibres 2,3 g, Ca 667 mg, P 99 mg, Fe 17 mg et acide ascorbique 147 mg.

## Utilisations médicinales
La plante a de nombreux usages médicinaux traditionnels. A Madagascar, la plante écrasée est utilisée contre les parasites de la peau. A Maurice, la sève des feuilles écrasées mélangée à du sel, ou une décoction de la plante, est utilisée contre la gale et d'autres problèmes de peau. Aux Seychelles et à la Réunion, l'infusion ou la décoction de la racine est utilisée contre l'asthme et pour nettoyer le foie et les reins. La décoction de la racine est également utilisée contre les vers intestinaux et les maux d'estomac. La sève des feuilles est utilisée comme émétique. Une infusion avec les racines de Tylophora indica est prise à la Réunion comme émétique en cas d'empoisonnement. Une infusion de feuilles est également prise comme purgatif et vermifuge à la Réunion et à Madagascar. En Afrique de l'Est, la sève des feuilles est utilisée pour soigner les infections oculaires. La poudre de feuilles est utilisée pour soigner les plaies infestées d'asticots. Acalypha indica figure dans la pharmacopée indienne comme expectorant pour traiter l'asthme et la pneumonie. Elle figurait auparavant dans la pharmacopée britannique.

## Constituants chimiques
Les parties aériennes contiennent un glycoside cyanogène appelé acalyphine (un dérivé de la 3-cyanopyridone) ainsi que des flavonoïdes, tels que le kaempférol, les glycosides mauritianine, clitorine, nicotiflorine et biorobine. Des tanins, le β-sitostérol, l'acalyphamide, l'aurantiamide, le succinimide et la flindersine (un alcaloïde pyranoquinolinone) ont également été isolés.
Les substances chimiques qui attirent les chats sont les composés iridoïdes isodihydronepetalactone et isoiridomyrmecin.

## Effets médicinaux et utilisations
Certains des composés chimiques d’Acalypha indica provoquent une coloration brun chocolat du sang et une irritation gastro-intestinale chez les lapins. L'ingestion d'« Acalypha indica » peut entraîner une hémolyse chez les personnes souffrant d'un déficit en glucose-6-phosphate déshydrogénase. L'acalyphine est utilisée comme substitut du ipecacuanha, un vermifuge, un expectorant et un émétique. Les feuilles d' Acalypha indica sont utilisées dans la médecine traditionnelle indienne comme remède contre la jaunisse. Elles sont aussi utilisée pour soigner les bronchites, comme adjuvant au traitement de l'asthme, sur les plaies et les affections cutanées, contre la gale, les douleurs rhumatismales et les ballinements.

## Systématique
Le nom correct complet (avec auteur) de ce taxon est Acalypha indica L..
Ce taxon porte en français les noms vernaculaires ou normalisés suivants : Acalyphe d'Inde,, Herbe chat,, Ortie de l'Inde,, Z'oreille la chatte,, Acalypha, Acalypha de l'Inde, Herbe chatte, Ricinelle, Safran de la Guadeloupe.
En anglais il est nommé : Indian acalypha, Indian mercury, Indian copperleaf, Indian nettle, Three-seeded mercury.
Le nom de genre Acalypha vient du latin « acalephe » : Urtica ssp. et du grec « akalêphê » : Urtica ssp. signifiant les feuilles ressemblent à celles des orties. L'épithète « indica » vient du grec « Indikos » : qui vient de l'Inde.
Acalypha indica a pour synonymes :
- Acalypha canescens Benth.
- Acalypha canescens Wall.
- Acalypha caroliniana Blanco
- Acalypha chinensis Benth.
- Acalypha ciliata Benth.
- Acalypha ciliata Wall.
- Acalypha cupamenii Dragend.
- Acalypha decidua Forssk.
- Acalypha fimbriata Baill.
- Acalypha indica var. indica
- Acalypha somalensis Pax
- Acalypha somalium Müll.Arg.
- Acalypha spicata Forssk.
- Cupamenis indica (L.) Raf.
- Ricinocarpus deciduus (Forssk.) Kuntze
- Ricinocarpus indicus (L.) Kuntze